# Emil Sommer (Verleger)

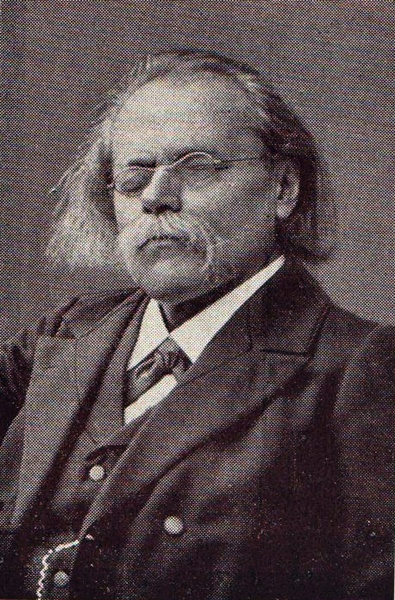
Emil Sommer um 1900

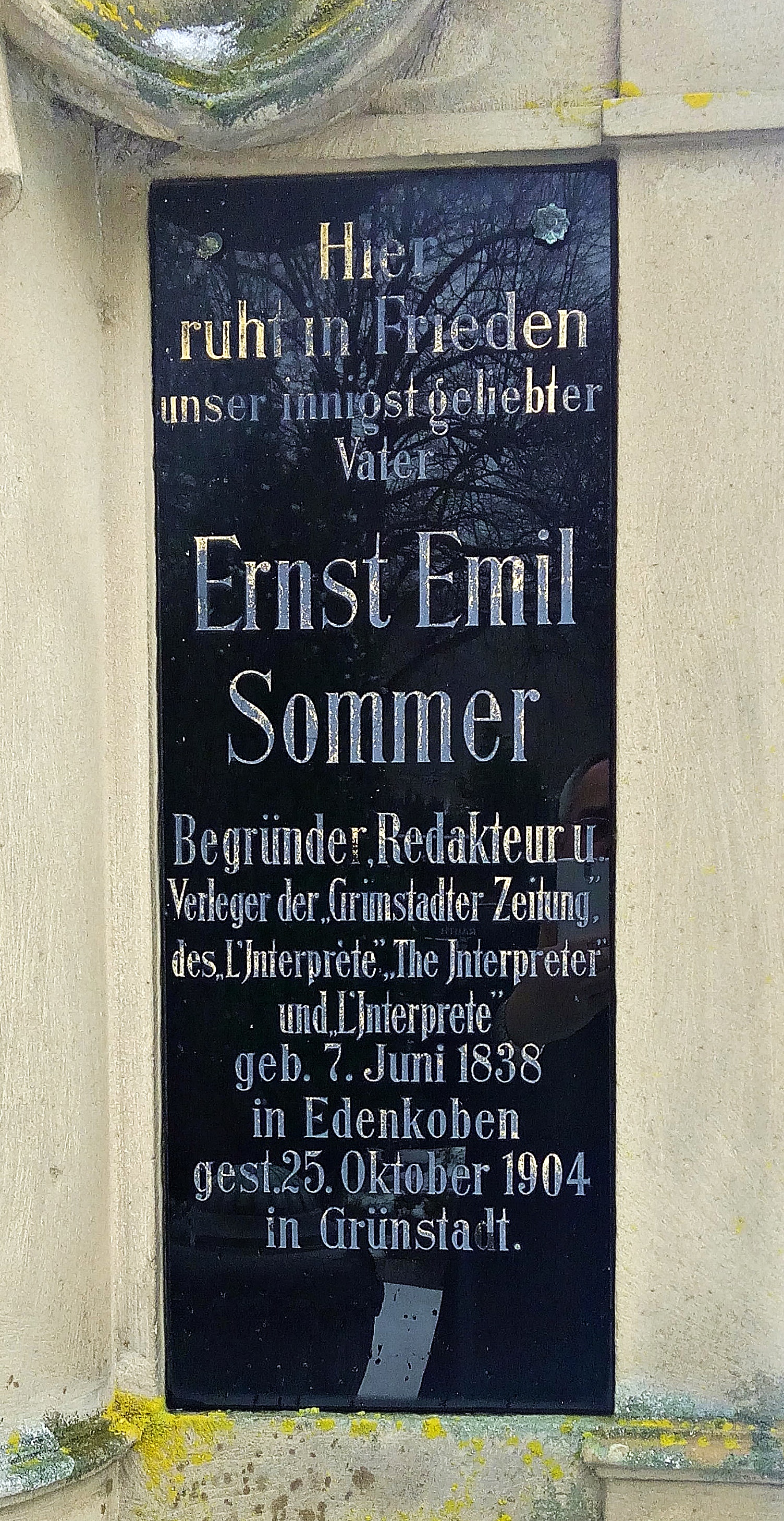
Grabinschrift

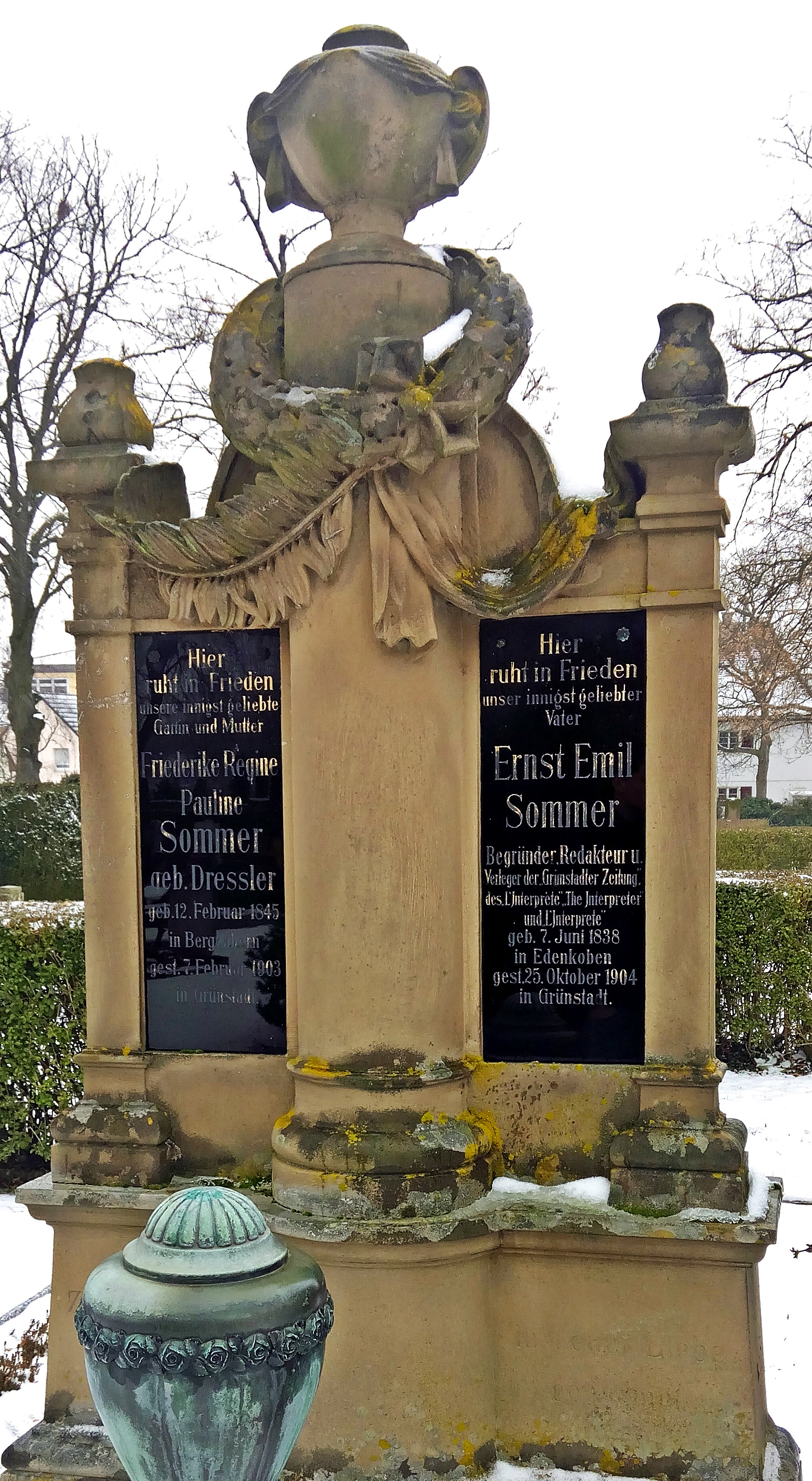
Grabdenkmal in Grünstadt (2018)

Emil Sommer (* 7. Juni 1838 in Edenkoben; † 25. Oktober 1904 in Grünstadt) war ein deutscher Zeitungsredakteur und Verleger.

## Leben und Wirken
Er wurde 1838 in Edenkoben als Sohn des vom Judentum zum evangelischen Glauben konvertierten Lotterieeinnehmers Elias Sommer (1804–1862) geboren und verlor im Alter von acht Jahren durch Typhus das Augenlicht. Mit 16 Jahren erfand er einen Apparat zum blinden Drucken und Schreiben. Einer seiner Edenkobener Lehrer war der dort beheimatete, spätere Professor Eugen von Lommel. Da blinde Personen damals nicht an deutschen Hochschulen angenommen wurden, besuchte Sommer ab 1862 die Universitäten in Nancy und in Paris. Hier studierte er Chemie und andere Naturwissenschaften. Er eignete sich auch ein großes Fachwissen über Weinbau an. Seine Abhandlungen zur Rebenzucht und -veredlung fanden allgemeine Anerkennung. Gleichzeitig betrieb er intensive Sprachstudien in Französisch, Englisch, Italienisch und Spanisch, welche Sprachen er bald fließend beherrschte und auch in privatem Rahmen unterrichtete. 
Emil Sommer heiratete 1870 Pauline Dressler (1845–1903) aus Kaiserslautern.
1876 führte er in Edenkoben zunächst ein Bankhaus und Effektengeschäft. 1877 gründete er dort drei fremdsprachige Zeitschriften für Deutsche, die gleichzeitig Unterhaltungs- und Lehrjournale sein sollten. Es handelte sich um den französischen L´ Interprète, den englischen The Interpreter und  den italienischen L´ Interprete. Sie fanden Anklang in einem nicht erwarteten Maß. Da er nicht auf fremde Betriebe angewiesen sein wollte richtete Emil Sommer, mit Hilfe seiner Frau, ab 1878 in Edenkoben eine eigene Druckerei und ein Verlagshaus ein. Hier beschäftigte er schon mehrere Personen, u. a. auch zwei ausländische Sprachwissenschaftler. Einer davon war Carlo Kahapka aus Verona, der in Edenkoben, unter dem Titel Memoiren eines österreichischen Handwerksburschen. (1876–1880): Selbsterlebt und selbsterzählt von einem Schriftsetzer, auch seine bisherige bewegte Lebensgeschichte publizierte.
Um das Unternehmen weiter auszubauen, entschloss sich der Inhaber zur Herausgabe einer deutschen Tageszeitung. Er verlegte seine Firma nach Grünstadt und gab dort ab 1886 die Grünstadter Zeitung heraus, die sich in Ermangelung einer sonstigen örtlichen Zeitung schnell entwickelte und für die nächsten rund 50 Jahre  quasi eine Monopolstellung im Leininger Land einnahm. Sie war politisch und religiös neutral. 
1904, beim Tod Emil Sommers, wurde sein ältester Sohn Eugen Sommer (1876–1961) Unternehmenschef. Er ließ 1907 die neuen Wohn- und Verlagsgebäude an der Ecke Sausenheimer- und Kirchheimer Str. erbauen und 1924 bzw. 1927 erweitern. Die Grünstadter Zeitung publizierte er weiterhin, bis zu ihrem Verbot durch die NS-Regierung, 1934.  Sie lebte nach 1945 noch einmal kurz auf, konnte aber der nunmehrigen Konkurrenz durch Die Rheinpfalz nicht standhalten. Der Verlag Emil Sommer existierte als Buchverlag noch bis 2006.
Emil Sommer und seine Frau wurden auf dem Grünstadter Friedhof beigesetzt, das aufwändige Grabmal ist dort erhalten. Die Grünstadter Zeitung ist in Jahresbänden komplett bei der Stadtverwaltung und im Stadtmuseum archiviert und bildet heute eine wertvolle Quelle zur Regionalgeschichte.
Ein weiterer Sohn des Ehepaares war der langjährige Treuchtlinger Bürgermeister Emil Sommer (1885–1936), der dort 1933 wegen seiner halb-jüdischen Abstammung vertrieben wurde.

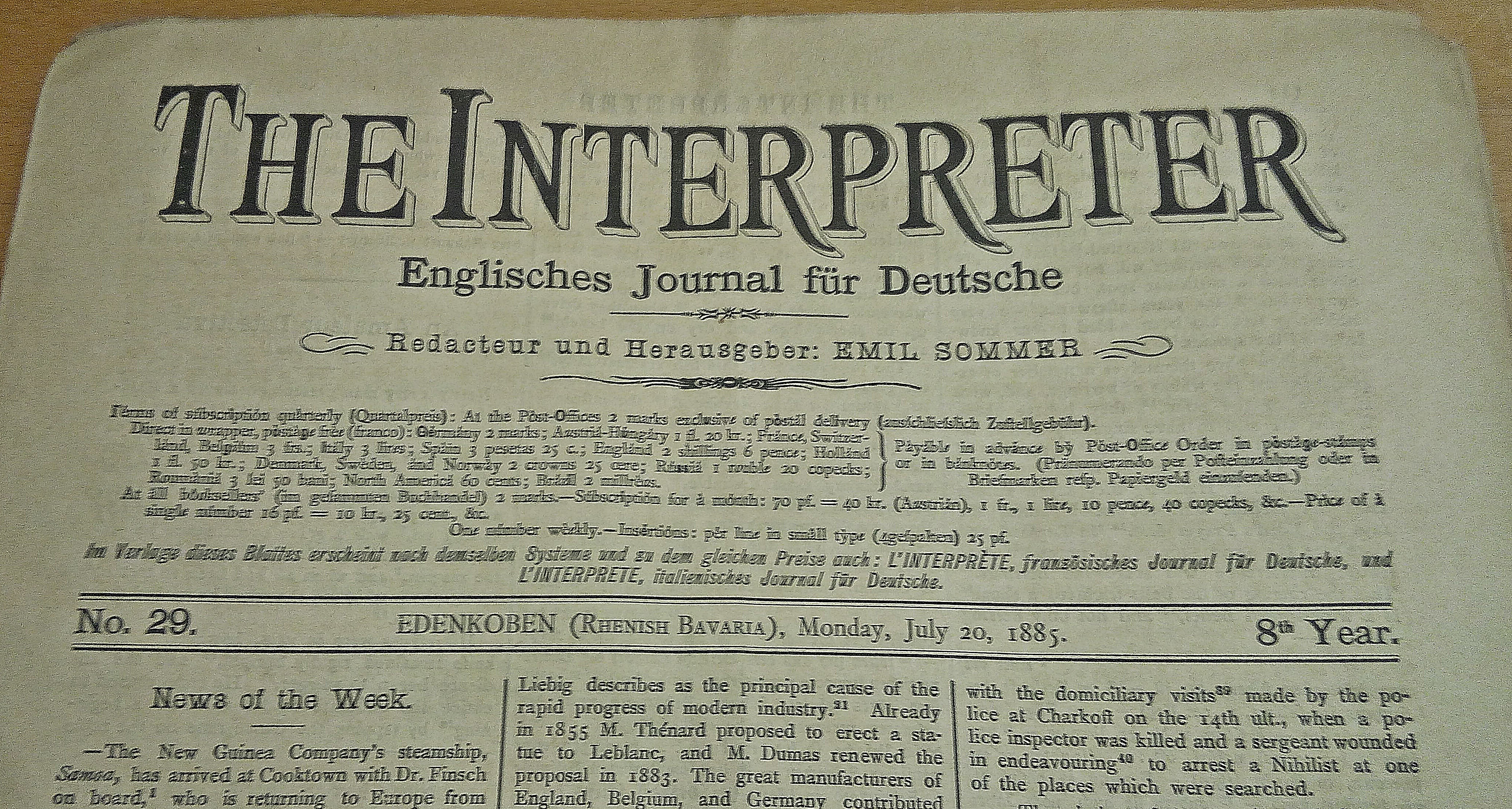
The Interpreter, Emil Sommer, Edenkoben, 1885
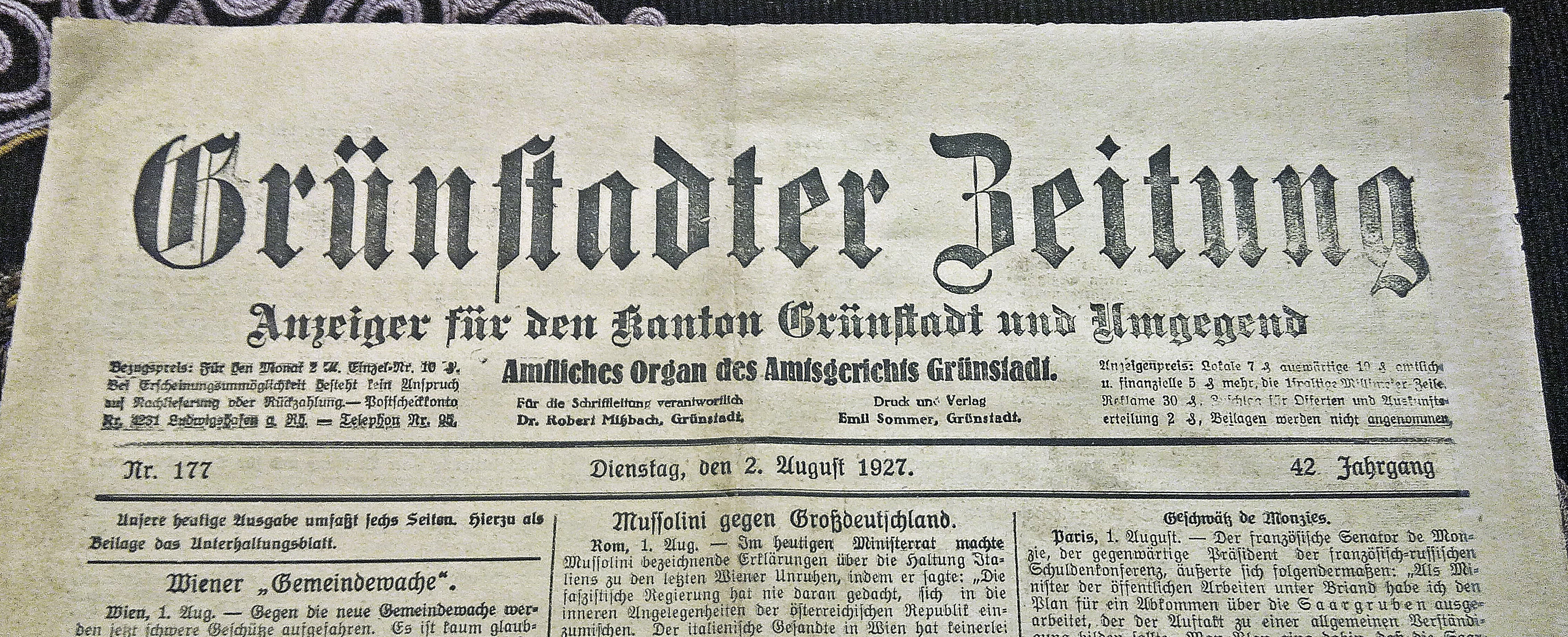
Grünstadter Zeitung, ab 1886
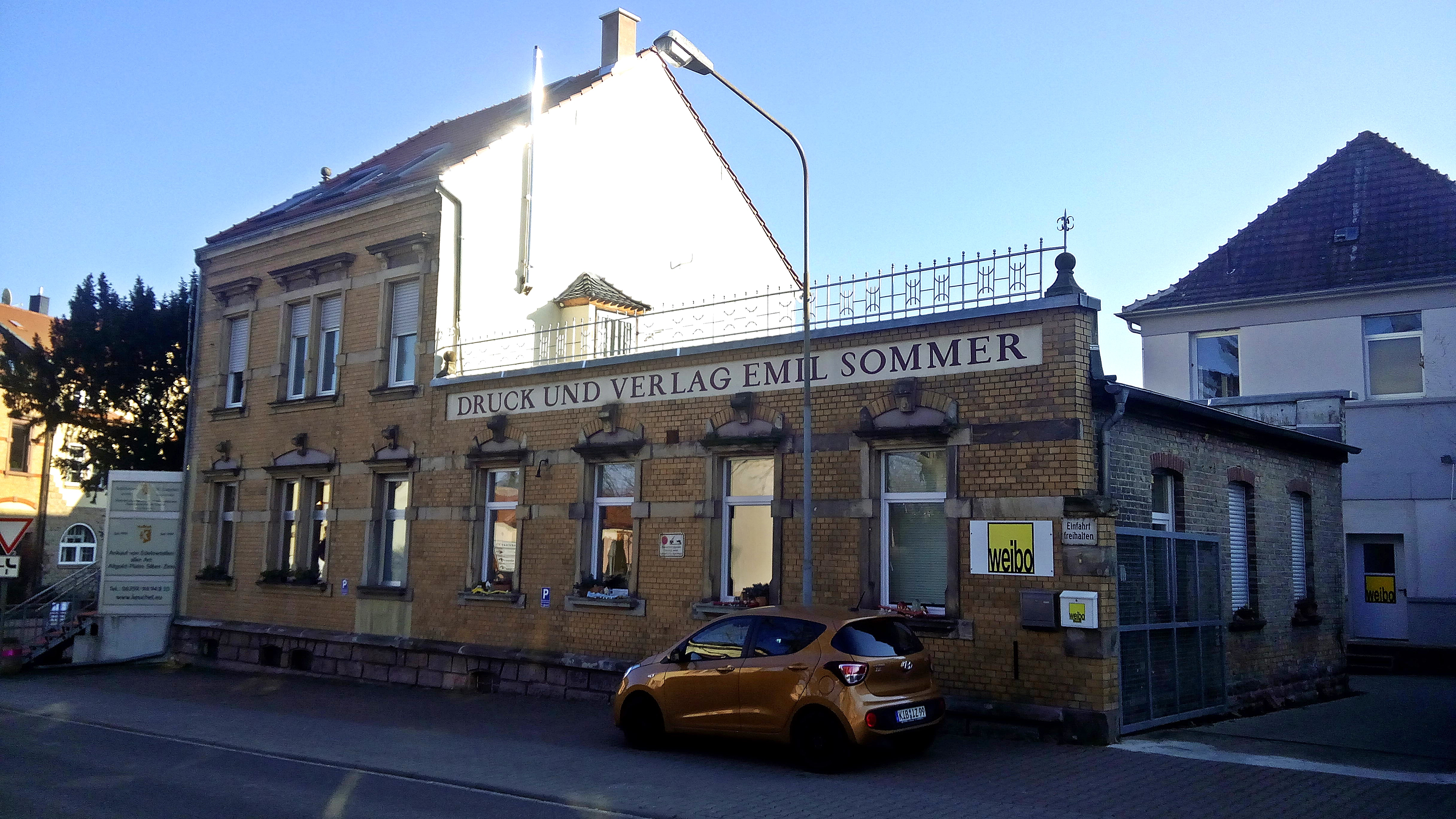
Ehem. Verlagshaus, Grünstadt
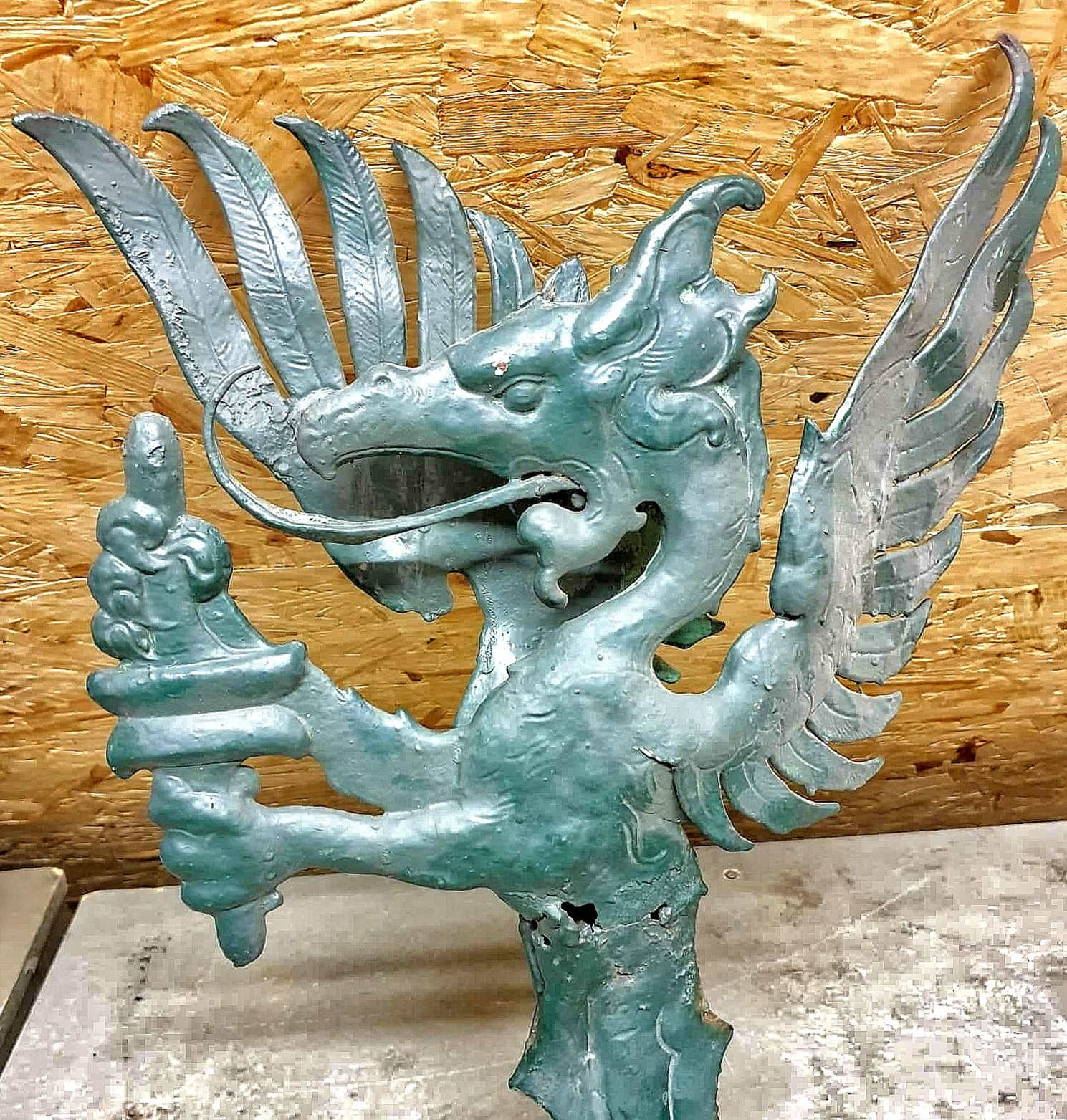
Druckergreif, Aufsatz vom ehem. Hoftor der Buchdruckerei, 1907
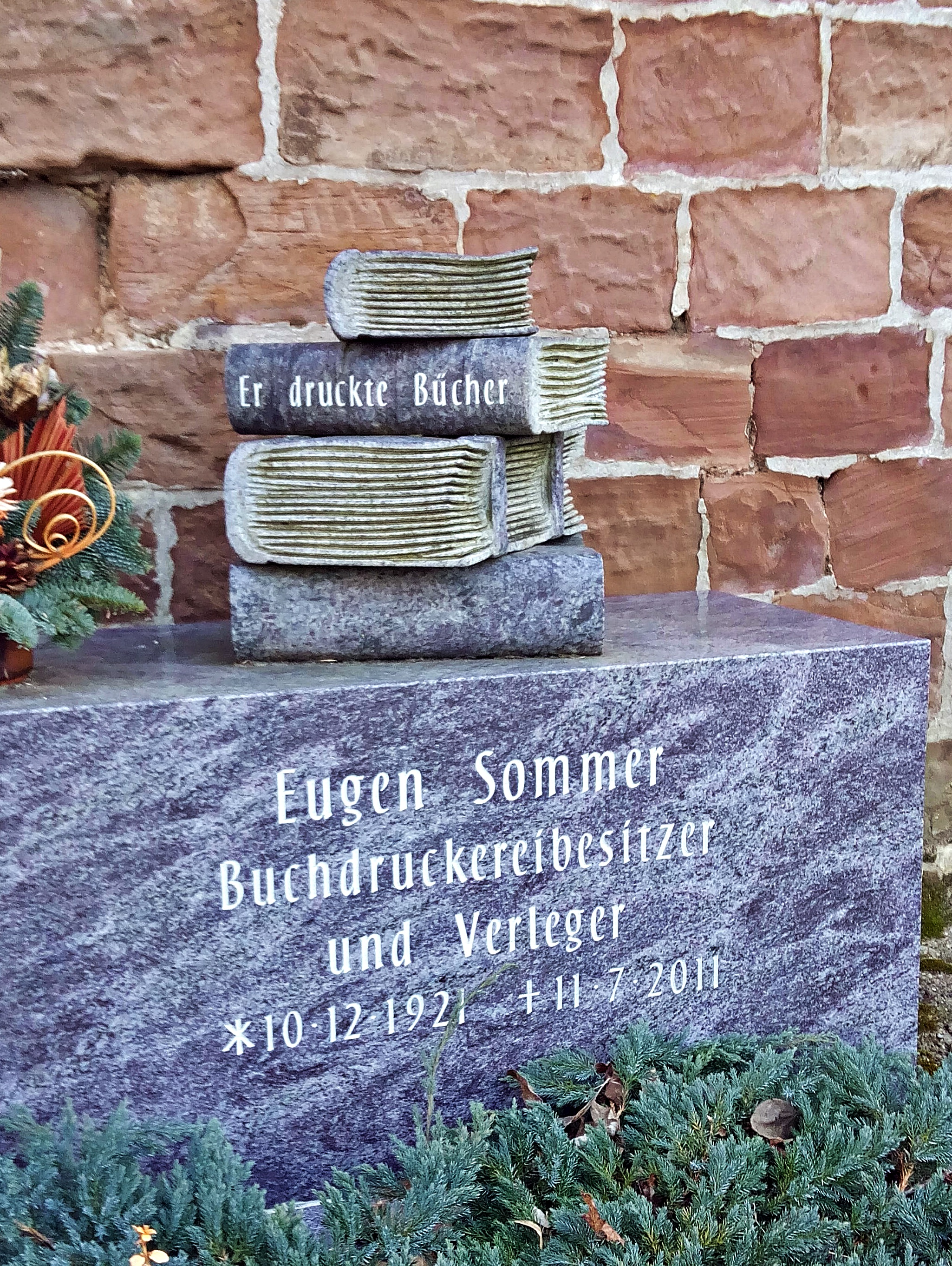
Grab Eugen Sommer (1921–2011), Friedhof Grünstadt, Enkel von Emil Sommer u. letzter Inhaber des Verlagshauses